# William Congreve (scriitor)
William Congreve (n. 24 ianuarie 1670 - d. 19 ianuarie 1729) a fost un dramaturg englez, principalul reprezentant al comediei de moravuri din perioada Restaurației.

## Opera
- 1694: Talerul cu două fețe ("The Double Dealer");
- 1695: Iubire pentru iubire ("Love for love");
- 1700: Așa e lumea ("The Way of the World"), opera sa reprezentativă.